# Alain Gaspoz
Alain Gaspoz (* 16. Mai 1970 in der Schweiz) ist ein ehemaliger beninisch-schweizerischer Fussballspieler. Als Aussenverteidiger wurde er mit dem FC Sion drei Mal Cupsieger und ein Mal Meister. Gaspoz ist bei seinem Schweizer Vater und seinen älteren Schwestern in Freiburg aufgewachsen, seine Mutter stammt aus Benin. Im Vorfeld der EM 1996 stand er im vorläufigen Aufgebot der Schweizer Nationalmannschaft, eine Teilnahme wurde dann aber durch eine Verletzung verhindert. Im Alter von 32 Jahren kehrte Gaspoz erstmals seit 30 Jahren in sein Geburtsland zurück, um für das Heimatland seiner Mutter im Nationaltrikot zu débutieren. Im Jahr 2010 lebte Gaspoz erstmals in Benin und bescherte ASPAC als Trainer den ersten Meistertitel der Vereinsgeschichte, trainierte gleichzeitig die U20-Nationalmannschaft und engagierte sich in Projekten wie Right To Play und Football For Hope der FIFA, und dem Aufbau einer nationalen Quartiermeisterschaft für benachteiligte Kinder.

## Spielerkarriere

### Verein
Gaspoz begann seine Fussballkarriere 1989 in seinem Schweizer Heimatort, beim unterklassigen FC Fribourg. Im Sommer 1991 wechselte der Defensivspieler zu Étoile Sportive FC Malley, der zum damaligen Zeitpunkt in der Nationalliga B, also der zweithöchsten Liga des Alpenlandes, aktiv war. Auf Anhieb schaffte es Gaspoz zum Stammspieler. Den Abstieg konnte aber auch er nicht vereiteln. Somit trennten sich die Wege beider Parteien zum Saisonende wieder und Gaspoz schloss sich dem Erstligisten FC St. Gallen an. Nachdem er dort aber oft nur Zuschauer war, zog es den Verteidiger 1993 wieder zum FC Fribourg. Beim Zweitligisten war er sofort wieder Leistungsträger, verabschiedete sich dann aber im Sommer 1994 erneut und unterzeichnete beim FC Winterthur. Mit diesen schaffte er Platz zwei in der Gruppe B der Nationalliga B, verpasste dann aber den Aufstieg in der Finalrunde. Gaspoz spielte eine gute Saison und so sicherte sich der Erstligist FC Sion die Dienste des Defensivakteurs zum neuen Fussballjahr. Gaspoz blieb drei Jahre. Im ersten Jahr feierte er mit dem FCS den Vize-Meistertitel. In der Folgesaison schaffte der Klub den ersten Platz. Im Sommer 1998 verliess Gaspoz Sion und transferierte zum FC Lugano, der gerade in die erste Liga aufstieg. Dort blieb er bis 2002, abgesehen von einem kurzen Intermezzo beim FC Zürich von Oktober bis Dezember 1999. Nachdem Lugano 2002 abgestiegen war, suchte sich Gaspoz einen neuen Klub und fand diesen beim Schweizer Top-Klub Servette FC Genève. Unter Trainer Roberto Morinini kam er zwar zu regelmässigen Einsätzen, trotzdem verliess er Genf nach nur einem Jahr wieder und unterzeichnete beim FC Aarau. Knapp sicherte man sich den Klassenerhalt in Liga 1. Gaspoz wechselte erneut, als er ein Angebot seines früheren Arbeitgebers FC Sion erhielt. 2006 erreichte er mit diesen das Finale des Schweizer Cup 2005/06. In der Partie gegen die BSC Young Boys sicherte man sich den Erfolg nach einem 1:1 mit 5:3 im Elfmeterschießen. Gaspoz führte sein Team als Kapitän auf das Feld und stand über die vollen 120 Minuten zur Verfügung. Im Elfmeterschießen traf er zum zwischenzeitlichen 4:2 für sein Team. Nach einer weiteren Spielzeit beendete Gaspoz 2007 seine aktive Karriere, schnürte aber nochmals für ein paar weitere Jahre die Fussballschuh für den unterklassigen Verein FC Bragnes, wo er als Spielertrainer aktiv war.

### Nationalmannschaft
Gaspoz war Nationalspieler Benins. Sein Länderspiel gab er gegen Ghana beim 1:0-Sieg. Es war der erste Erfolg Benins gegen Ghana, wobei Gaspoz der Siegtreffer gelang. 2004 gehörte er zum Kader bei der Afrikameisterschaft in Tunesien. Zu seinem Wettbewerbsdebüt kam der Defensivspieler am 27. Januar 2004 in der Partie gegen Südafrika. Dabei bot ihn Nationaltrainer Cecil Jones Attuquayefio in der Startformation seines Teams auf. Benin schied bereits nach der Vorrunde aus. Gaspoz kam in zwei von möglichen drei Begegnungen zum Einsatz.
Vier Jahre später, bei der Afrikameisterschaft 2008, stand der Verteidiger erneut im Aufgebot der beninischen Auswahl. Dabei gehörte zum Stammpersonal von Trainer Reinhard Fabisch. In allen drei Begegnungen der Gruppenphase wa Gaspoz in der Startformation und wurde nur einmal ausgewechselt. Der Benin verlor alle drei Partien und scheiterte erneut in der Vorrunde. Mit 37 Jahren war er der älteste Spieler des Turniers.

## Trainerkarriere
Nach seinen ersten Versuchen als Trainer in der Schweiz beim FC Bagnes, übernahm Gaspoz 2009 das Cheftraineramt beim ASPAC FC. Mit diesen wurde er 2010 Meister der Championnat National du Benin, der höchsten Liga des Landes. Es war der erste Titel der Vereinsgeschichte. Zudem war es die erste Profisaison in Benin überhaupt und die Liga musste erst strukturiert werden. Gazpos meinte dazu: „Während der Meisterschaft haben wir sechsmal den Modus wieder geändert, bis er gut funktionierte.“

## Erfolge

### Als Spieler
- Schweizer Meister LNB mit FC Fribourg: 1991
- Schweizer Meister mit FC Sion: 1997
- Schweizer Pokalsieger mit FC Sion: 1996
- Schweizer Pokalsieger mit FC Sion: 1997
- Schweizer Pokalsieger mit FC Sion: 2006

### Als Trainer
- Beninischer Meister mit ASPAC FC: 2010[11]

## Trivia
- Gaspoz ist Sohn eines Schweizer Entwicklungshelfer und einer Einwohnerin Benins. Im Alter von zwei Jahren trennten sich seine Eltern und Gaspoz ging mit dem Vater und seinen älteren Schwestern erst fünf Jahre nach Madagaskar, und dann zurück in die Schweiz.[7]
- Der ehemalige Fussballprofi hat drei Söhne und eine Tochter.[7]
- Gaspoz engagiert sich für die Aktion „Right to Play“, einer Organisation die den humanitären Stand in Afrika verbessern möchte.[7] Neben ihm sind auch die Schweizer David und Philipp Degen sowie Raphael Wicky und andere Sportler aktiv.[12]
- 2010 stand Gaspoz in der Nominiertenliste beim „Freiburger Fussballer des Jahrhunderts“. Neben ihm waren auch Ehemalige wie Frédéric Chassot, Edouard-Robert Duriaux, Stéphane Henchoz und der noch aktive Johan Vonlanthen nominiert.[13]